# Ichneumon auricapillus
Ichneumon auricapillus är en stekelart som beskrevs av Gmelin 1790. Ichneumon auricapillus ingår i släktet Ichneumon och familjen brokparasitsteklar. Inga underarter finns listade i Catalogue of Life.